# Alberic du Chastel
Ernest Albéric Henri Marie Joseph du Chastel de La Howarderie, né le 31 décembre 1788 à Tournai et mort le 27 avril 1864 à Lannoy, est un militaire et homme politique.

## Mandats et fonctions
- Aide de camp du prince d'Orange
- Membre de la Seconde Chambre des États généraux : 1819-1830
- Bourgmestre de Bruyelle
- Bourgmetre de Hollain : 1825-

## Sources
- Notice dans un dictionnaire ou une encyclopédie généraliste :   - Biografisch Portaal van Nederland
- E.A.H.M.J. (Albéric) Du Chastel